# C & H
C & H war eine britische Automarke des Jahres 1913. Hersteller war Corfield & Hurle Ltd. aus Stamford Hill.
Das einzige Modell war ein Cyclecar. Die Dreirad-Wagen wurden mit Zweizylindermotoren ausgestattet. Zur Wahl standen Einbaumotoren von Fafnir mit 6 PS Leistung sowie von Precision mit 8 PS. Die Motorleistung wurde über ein Dreiganggetriebe von Chater-Lea und eine Kette an das einzelne Hinterrad übertragen.